# Jean Pictet
Jean Simon Pictet (Ginebra, 2 de septiembre de 1914-30 de marzo de 2002) fue un jurista suizo, especializado en el derecho internacional humanitario. Primeramente como Secretario legal y luego como Vicepresidente ejecutivo del Comité Internacional de la Cruz Roja (CICR), Pictet participó de manera fundamental en los borradores de las Convenciones de Ginebra para la protección de las víctimas de la guerra, y participó en la negociación de dos protocolos adicionales de 1977 (Protocolo I y II). Fue el proponente de los siete principios de Movimiento Internacional de la Cruz Roja y de la Media Luna Roja, que fueron adoptados en Viena en 1965: humanidad, imparcialidad, neutralidad, independencia, servicio voluntario, unidad y universalidad. En 1989, se estableció una competencia internacional de escuelas de Derecho en su honor.
Pictet realizó sus estudios secundarios en París, para luego estudiar Derecho en la Universidad de Ginebra, de donde se graduó en 1935. En 1937 ingresó como asiste legal al Comité Internacional de la Cruz Roja.